# Engraulis anchoita
Anchois d'Argentine
Espèce
Statut de conservation UICN

 LC  : Préoccupation mineure
Engraulis anchoita, l’Anchois d'Argentine, est une espèce de poissons de la famille des Engraulidae.

## Répartition
Engraulis anchoita est une espèce marine qui se rencontre dans le Sud-Ouest de l'Atlantique, depuis les côtes de Rio de Janeiro au Brésil jusqu'au golfe San Jorge en Argentine. Elle est présente entre 30 et 200 m de profondeur.

## Description
Engraulis anchoita mesure jusqu'à 170 mm pour un poids maximal de 25 g. La maturité sexuelle est atteinte lorsque les individus mesurent entre 80 et 102 mm.

## Engraulis anchoitaet l'Homme
Ce poisson est consommé frais ou en conserve.

## Étymologie
Son épithète spécifique, anchoita, reprend le nom vernaculaire (Anchoíta) donné à ce poisson en Argentine.

## Publication originale
- (es) Tomás Leandro Marini, « La anchoita argentina. Su posición sistemática y su porvenir económico », Physis, Buenos Aires, vol. 11,‎ 2 février 1935, p. 445-458 (ISSN 0373-6709).